# Ріо-Гранде (Пуерто-Рико)
Ріо-Гранде (ісп. Río Grande, МФА: [ˈri.o ˈɣɾande]) — муніципалітет Пуерто-Рико, острівної території у складі США. Заснований 25 липня 1840 року.

## Географія
Площа суходолу муніципалітету складає 159 км² (15-е місце за цим показником серед 78 муніципалітетів Пуерто-Рико).

## Демографія
Станом на 2010 рік на території муніципалітету мешкало 54 304 ос.
Динаміка чисельності населення:

## Населені пункти
Найбільші населені пункти муніципалітету Ріо-Гранде:
| Населений пункт | Статус | Населення :   | Населення :   | Населення :   |
| Населений пункт | Статус | на 01.04.1990 | на 01.04.2000 | на 01.04.2010 |
| --------------- | ------ | ------------- | ------------- | ------------- |
| Бартоло         | Селище | 1 170         | 1 260         | 1 311         |
| Ато-Кандаль     | Селище | 2 011         | 2 453         | 2 055         |
| Ла-Долорес      | Селище | 3 255         | 3 534         | 3 081         |
| Пальмер         | Селище | 1 472         | 1 205         | 1 032         |
| Ріо-Гранде      | Місто  | 15 428        | 13 467        | 12 677        |